# Палаццо Преторио (Прато)
Палаццо Преторио (итал. Palazzo Pretorio — Дворец преторов) — историческое здание в Прато, Тоскана, Италия. Претор (предводитель) — одна из высших должностей государственного управления в раннесредневековой Италии, его основной компетенцией было совершение городского правосудия по гражданским делам. В отсутствие подеста (главного правителя) претор выполнял функции главы города. Позднее дворец стал резиденцией «предводителя народа» (Capitano del Populo).
Здание располагается в центре города напротив Муниципального дворца (Palazzo Comunale) на одноимённой площади (Piazza del Comune). Ныне в нём размещается Городской музей (Museo di Palazzo Pretorio). На площади перед Палаццо Преторио установлен мраморный памятник Франческо ди Марко Датини (1335—1410), итальянскому торговцу, которого часто называли купцом Прато (il Mercante di Prato; 1896).

## История
Основное сооружение в его нынешнем виде сформировалось в конце XIII — начале XIV веков путём слияния трёх отдельных зданий, объединённых для размещения местного подеста, судебной системы и тюрьмы. Различия каменной кладки на фасаде раскрывают очертания более ранних построек. Самая старая часть — это башенный дом XIII века, всё ещё различимый справа, принадлежавший семье Пипини, с портиком на первом этаже и пилястрами из известняка. Он был приобретён в 1284 году у «капитано дель пополо» Фреско Фрескобальди для размещения муниципального правительства. В XVI веке здание, включая колокольню, рухнуло. В процессе восстановления была добавлена колокольня и венчающие её зубцы. К концу XIX века здание предлагали снести, но к 1909 году было решено его сохранить.
Левая часть фасада относится к XIV веку и имеет восемь двойных окон с колонками и табернакль. В табернакле до 1799 года стояла статуя Роберта Анжуйского XIV века, когда-то считавшегося защитником города. Однако, именно он продал Прато Флоренции, положив конец независимости города. Из портала на первом этаже можно попасть в ряд комнат с оригинальными фресками: самые ранние фрески (1307) Беттино Корсино и более поздние (1425) Пьетро ди Миниато и Антонио ди Миниато. Широкая наружная лестница ведёт на главный этаж.
Великий герцог Пьер Леопольд Лотарингский в 1788 году выразил намерение создать в Прато «школу вкуса для будущих художников» (scuola del gusto per i futuri artisti), что привело к созданию в 1858 году первой коллекции произведений искусства, первоначально размещённой в соседнем Палаццо Комунале. 26 июня 1899 года здание получило некоторые повреждения в результате землетрясения в долине Бизенцио, которое в городе достигло интенсивности VII балла по шкале Меркалли.
С 1912 года в залах Палаццо Преторио располагается Музей Палаццо Преторио (Museo di Palazzo Pretorio), в котором хранится множество произведений искусства от Средневековья до XIX века. После закрытия на реставрацию в марте 1998 года дворец был вновь открыт для публики в сентябре 2013 года.

## Музей Палаццо Преторио
- Один из залов музея
- Боттичини. Мадонна с Младенцем на троне между святыми Иеронимом, Франциском Ассизским, Антонием Падуанским и Людовиком Тулузским. Между 1490 и 1498. Дерево, темпера, золочение
- Лоренцо Монако. Полиптих Святого Варфоломея. Ок. 1413. Дерево, темпера, золочение
- Фра Филиппо Липпи. Поклонение Младенцу. Между 1460 и 1465. Дерево, темпера
- Фра Филиппо Липпи. Мадонна дель Чеппо. 1452. Дерево, масло, золочение
- Фра Филиппо Липпи. Мадонна пояса. Между 1452 и 1465. Дерево, темпера
- Филиппино Липпи. «Алтарь Аудиенции». Ок. 1502. Дерево, масло
- Филиппино Липпи. «Малое Распятие». 1500-1504
- Лука Синьорелли. Мадонна с Младенцем.
- Тинторетто. Портрет дожа Никколо да Понте. Ок. 1580
- Дж. Д. Ферретти. Благовещение. 1726. Холст, масло
- Дж. Б. Сальви (Сассоферрато). Молящаяся Мадонна. Ок. 1700.
- Б. Караччьоло. Noli me tangere (Не прикасайся ко Мне). Между 1618 и 1620. Холст, масло
- Дзаноби Поджини. Святая Урсула и девственницы. Ок. 1549
- Ян ван Кессель. Натюрморт с овощами. 1660-е. Холст, масло